# Lance LeGault
Lance LeGault (Chicago, Illinois, 2 de mayo de 1935-Los Ángeles, California, 10 de septiembre de 2012) fue un actor estadounidense. Fue conocido como Coronel Roderick Decker en la serie de televisión The A-Team.

## Filmografía selecta
- 2013, Prince Avalanche
- 2009, Stuntmen
- 2006, The Legend of Sasquatch
- 2005, Tugger: The Jeep Who Wanted to Fly
- 2004, Home on the Range (voz)
- 1999, Crusade: episodio "Each Night I Dream of Home"
- 1998, Scorpio One
- 1997, Mortal Kombat: Aniquilación
- 1997, Executive Target
- 1996, Dark Breed
- 1995, Two Bits & Pepper
- 1992, Columbo: episodio "No Time to Die"
- 1992, Shadow Force
- 1991, MacGyver: episodio "Abe, el honrado"
- 1987, MacGyver: episodio "Jack in the Box".
- 1986, Iron Eagle
- 1984-1985, Airwolf
- 1983-1986,The A-Team
- 1982, Knight Rider, serie de televisión.
- 1982, Fast-Walking
- 1981-1982, Dynasty
- 1980, Stripes
- 1979, Capitán América
- 1978, Coma
- 1978, Battlestar Galactica, serie de televisión
- 1977, The Kentucky Fried Movie
- 1974, Catch My Soul
- 1968, The Young Runaways
- 1966, The Swinger
- 1964, Roustabout
- 1964, Viva Las Vegas
- 1962, Kissin' Cousins
- 1962, Girls! Girls! Girls!